# Gremlin (proteïne)

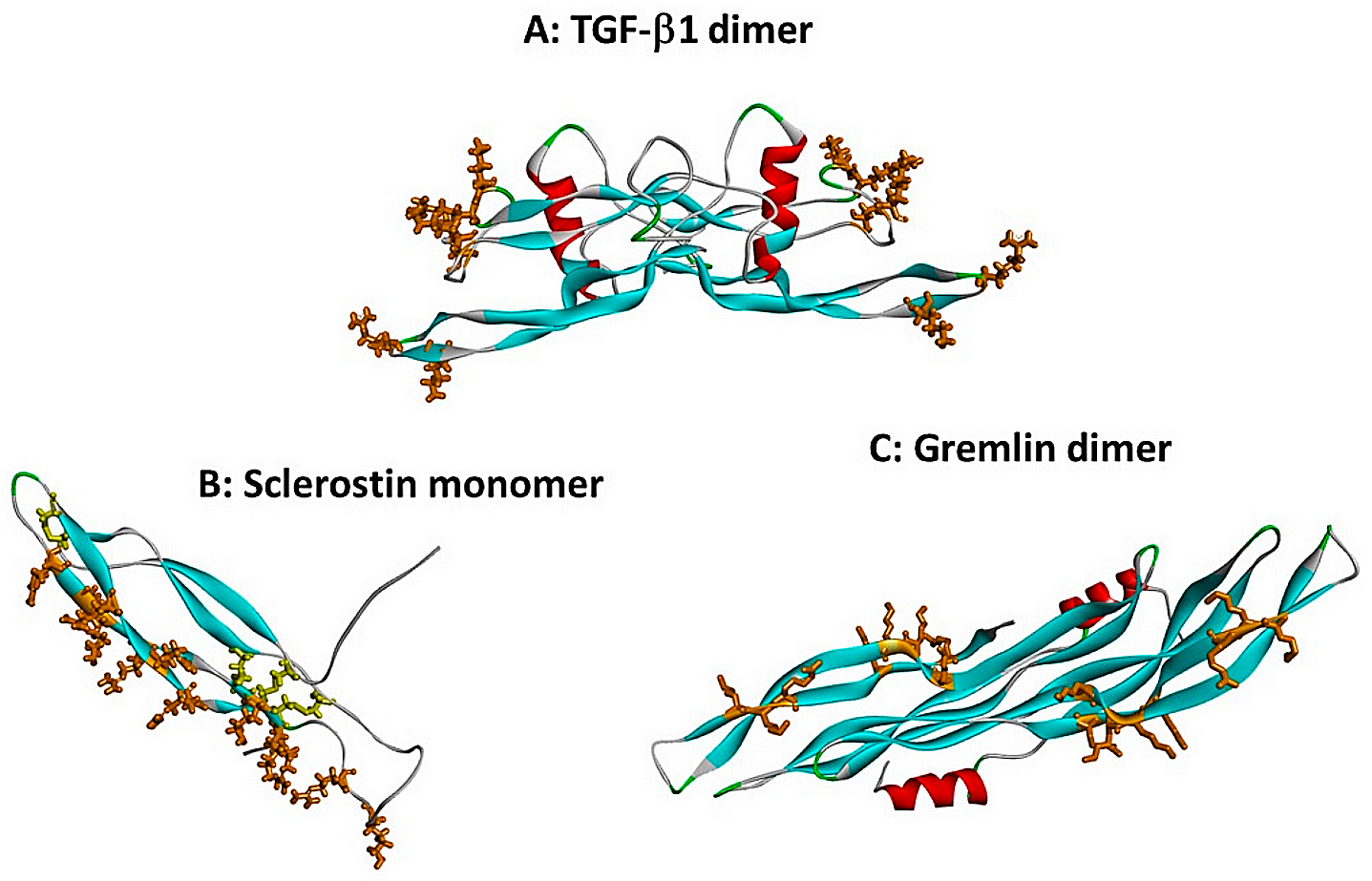
Heparine-bindingsplaatsen op TGF-β-superfamilie cytokinen. C: Het dimeer van de antagonist gremlin. Hier bevinden de heparine bindende residuen (bruin gekleurd) zich grotendeels langs de tweede “vinger”

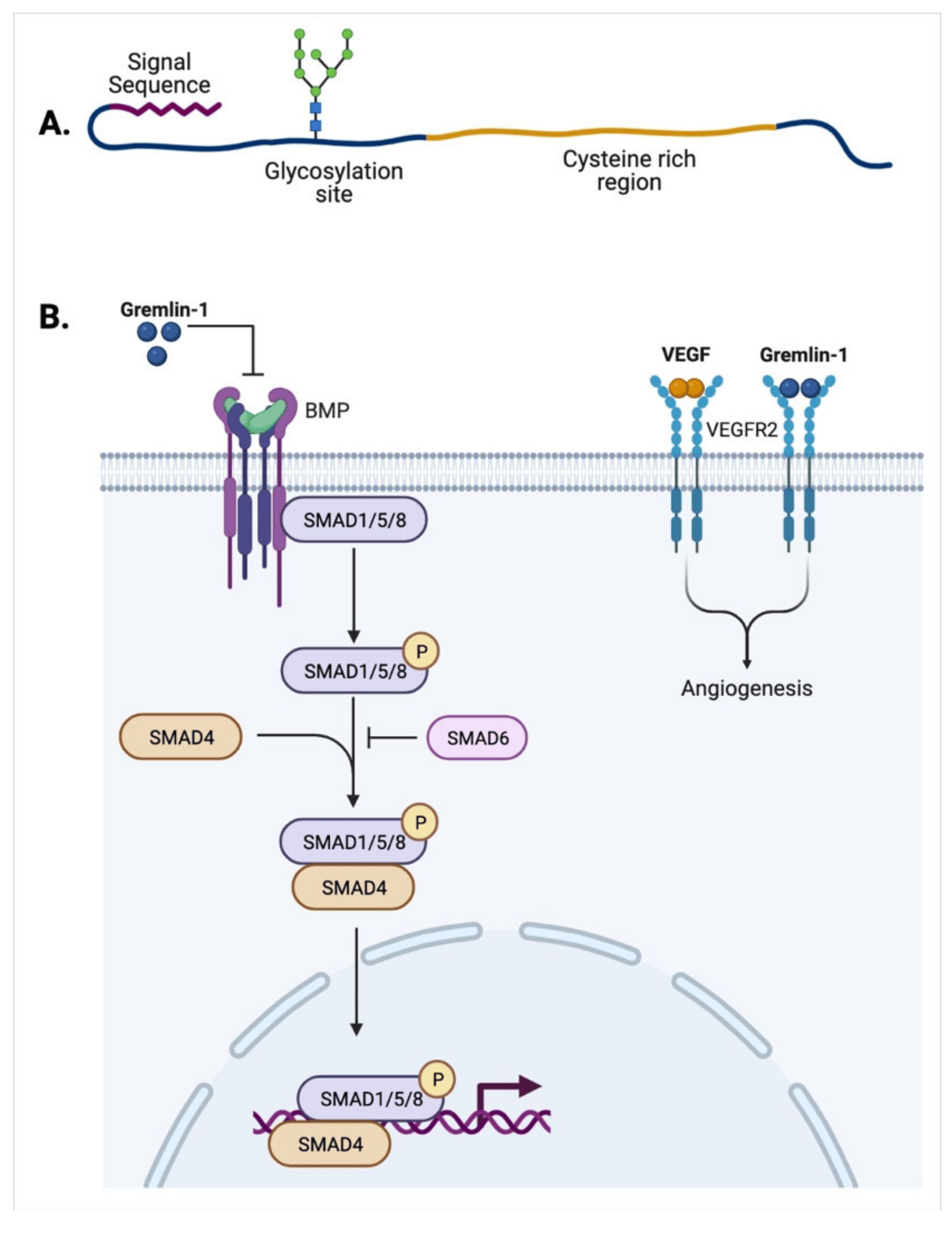
Structuur en functie van Gremlin1

Gremlin is een proteïne dat werkt als een remmer in het TGF-β-signaalpad. Gremlin remt botmorfogenese en is betrokken bij aandoeningen van verhoogde botvorming en verschillende vormen van kanker. In 1997 is deze proteïne voor het eerst beschreven.

## Structuur
Gremlin1, voorheen bekend als Drm, is een zeer geconserveerd 20,7-kDa, 184 aminozuur glycoproteïne, die behoort tot de DAN-familie en is een cysteïne knoopbevattend proteïne. Gremlin1 werd voor het eerst geïdentificeerd in differentiële screening als een transcriptioneel down-gereguleerd gen in v-mos-getransformeerde (v-mos: viraal mos-oncogen), rattenembryonale fibroblasten.

## Functie
Gremlin1 (GREM1) staat bekend om zijn antagonistische interactie met botmorfogenetische proteïnen (BMP's) in het TGF-bèta-signaalpad. Grem1 remt voornamelijk BMP2 en BMP4 in ledemaatknoppen en functioneert als onderdeel van een zelfregulerend terugkoppelingsignaleringssysteem, dat essentieel is voor normale ledemaatknopontwikkeling en vingervorming.  Remming van BMP's door Grem1 in ledemaatknoppen maakt de transcriptionele upregulatie mogelijk van de fibroblastgroeifactoren (FGF's) 4 en 8 en sonic hedgehog (SHH)-liganden, die deel uitmaken van het signaleringssysteem dat de voortgang van ledemaatknopontwikkeling regelt. Grem1-regulatie van BMP4 in muizenembryo's is ook essentieel voor de vertakkingsmorfogenese van nieren en longen.

## Embryonale en foetale ontwikkeling
Hoewel GREM1 functioneert als een BMP-antagonist tijdens de vorming van ledemaatknoppen, functioneert het ook als een pro-angiogene molecule. Zoals hierboven vermeld, is GREM1 een lid van de cysteïne-knop superfamilie, vergelijkbaar met de vasculair endotheliale groeifactor (VEGF). Beide moleculen zijn in staat om zich te binden aan de VEGF-receptor om vasculaire differentiatie en proliferatie te activeren tijdens de ontwikkeling. Bij afwezigheid van GREM1 is het mogelijk om ongereguleerde botgroei te zien, omdat er geen remmend signaal is om de botmorfogenetische proteïnen te reguleren. Gremlin1 speelt ook een rol in de epitheliale-mesenchymale overgang (EMT). Hoewel dit een belangrijk proces is voor de ontwikkeling van de neurale buis en andere foetale structuren, is het ook een noodzakelijk proces voor tumormetastasen, omdat het het TGF-β kan activeren in het geval van een overexpressie van GREM1. Dit heeft GREM1 tot het voorgestelde doelwit voor kankertherapieën gemaakt, maar er is meer onderzoek nodig voordat er grote stappen worden gezet. 

## Transcriptionele regulatie
Cis-elementen (CRM's) reguleren wanneer en waar Grem1 wordt getranscribeerd. Er is gerapporteerd dat een CRM zowel als een silencer als activator voor GREM1-transcriptie in de ledemaatknop van de muis fungeert. Er zijn nog meer CRM's die Grem1-transcriptie reguleren.

## Klinische betekenis

### Kanker
Gegevens van microarrays van kanker- en niet-kankerweefsels suggereren dat GREM1 en andere BMP-antagonisten belangrijk zijn voor de overleving van kankerstroma en proliferatie bij sommige kankers.GREM1-expressie wordt aangetroffen in veel kankers en wordt verondersteld een belangrijke rol te spelen bij baarmoederhals-, long-, eierstok-, nier-, borst-, dikke darm-, alvleesklier- en sarcoomcarcinomen. Meer specifiek interageert de GREM1-bindingsplaats (tussen residuen 1 tot 67) met het bindingseiwit YWHAH (waarvan de bindingsplaats voor GREM1 zich tussen residuen 61-80 bevindt) en wordt gezien als een potentieel therapeutisch en diagnostisch doelwit tegen menselijke kankers.
GREM1 speelt ook een BMP-afhankelijke rol bij angiogenese op endotheel van menselijk longweefsel, wat impliceert dat GREM1 een rol speelt bij de ontwikkeling van kanker.

### Bot
Deletie van GREM1 bij muizen na de geboorte verhoogde de botvorming en het trabeculaire botvolume, terwijl overexpressie remming van botvorming en osteopenie veroorzaakt. Deletie van één kopie van GREM1 produceert geen abnormaal fenotype en deletie van beide kopieën veroorzaakt slechts een klein verschil in fenotype bij mannelijke muizen van één maand oud, maar dit verschil kan niet worden waargenomen na 3 maanden oud.
GREM1 speelt een belangrijke rol in de botontwikkeling en een minder gekende functie later in de volwassenheid. Overexpressie van GREM1 vermindert osteoblastdifferentiatie of de remming van botvorming en het vermogen tot bothermodellering. Bovendien remt overexpressie van GREM1 in de ledemaatknop van de muis BMP-signalering, wat kan leiden tot verlies van vingers en polydactylie. Overexpressie van GREM1 in stroma- en osteoblastcellen, naast de remming van BMP, remt GREM1 de activering van Wnt/β-catenine-signaleringsactiviteit. De interactie tussen GREM1 en het Wnt-signaleringspad wordt niet volledig begrepen.